# علی خان نیازی
علی خان نیازی (انگلیسی: Ali Khan Niazi؛ زادهٔ ۱۴ دسامبر ۲۰۰۰) بازیکن فوتبال اهل پاکستان است.
وی همچنین در تیم‌های ملی فوتبال زیر ۲۳ سال پاکستان و پاکستان بازی کرده است.